# 夏姆扎区
夏姆扎区（俄语：Сямженский район）是俄罗斯联邦沃洛格达州下辖的一个区，其行政中心为夏姆扎。据2016年统计，该区的人口为8241人。